# Adi Koll
Adi Koll, née le 19 avril 1976 à Jérusalem, est député à la Knesset pour le parti centriste et laïque Yesh Atid de Yaïr Lapid.

## Biographie
Koll obtient son diplôme en droit à l'Université hébraïque de Jérusalem. Elle obtient plus tard une maîtrise et un doctorat en droit à l'Université Columbia. En 2005, elle commence à travailler en tant que professeure à l'Université de Tel Aviv, et est également membre de la faculté à l'Université Ben Gourion du Néguev à partir de 2009 jusqu'en 2013. Elle fonde l'Université du Peuple, qui offre des cours universitaires gratuits dispensés par des étudiants de l'Université de Tel Aviv.
Elle rejoint le nouveau parti Yesh Atid en 2012 et est placé en neuvième position sur la liste du parti pour les élections de la Knesset de 2013. Elle entre à la Knesset après que le parti ait remporté 19 sièges.
Koll vit à Tel Aviv et est mariée.